# Weißenberg (Frankenweide)
Der Weißenberg im Gemeindegebiet von Merzalben ist ein 609,9 m hoher Berg des Pfälzerwalds und die höchste Erhebung im rheinland-pfälzischen Landkreis Südwestpfalz. Er besitzt eine sich von Süd nach Nord erstreckende sattelförmige Kuppe mit zwei nahezu gleichhohen Gipfeln, die 280 m voneinander entfernt sind. Der Weißenberg wird durch Gesteine des Buntsandsteins gebildet, die zu Beginn der Trias abgelagert wurden und im Paläogen bei der Bildung des Oberrheingrabens tektonisch bedingte Umlagerungen erfuhren. Aus diesem Sandsteinpaket wurde in der Folge durch Verwitterungs- und Abtragungsprozesse die heutige Oberflächengestalt des Pfälzerwalds und damit auch der Bergrücken des Weißenbergs herausmodelliert.
Auf dem Südgipfel steht der 1909 eingeweihte 35 m hohe Luitpoldturm, von dem sich wegen der zentralen Lage des Berges die umfassendste Aussicht über den gesamten Pfälzerwald und weit darüber hinaus bis zum Hunsrück, Donnersberg, Taunus, Odenwald, Schwarzwald und den Vogesen bietet. Als Teil des Biosphärenreservates Pfälzerwald-Vosges du Nord unterliegt der Weißenberg besonderen Schutzbestimmungen.

## Geographie

### Lage
Der Weißenberg liegt im Zentrum des Mittleren Pfälzerwalds im Naturpark Pfälzerwald. Er erhebt sich etwa 6,5 km ostnordöstlich von Merzalben und 8 km nördlich von Hauenstein in der Nähe des zu Wilgartswiesen gehörenden Weilers Hermersbergerhof. Der Berg ist Teil der Frankenweide, eines zentralen Massivs des Pfälzerwalds, und der südlichste einer Reihe von vier Gipfeln, die mehr als 600 m Höhe erreichen. Nach Norden folgen der Hortenkopf (606,2 m), der Mosisberg (etwa 610 m) sowie der Eschkopf (608,3 m).

### Naturräumliche Zuordnung
Der Weißenberg gehört zum Naturraum Pfälzerwald, der in der Systematik des von Emil Meynen und Josef Schmithüsen herausgegebenen Handbuches der naturräumlichen Gliederung Deutschlands und seinen Nachfolgepublikationen als Großregion 3. Ordnung klassifiziert wird. Betrachtet man die Binnengliederung des Naturraums, so gehört er zur Frankenweide bzw. zum Hohen Pfälzerwald, einem Kerngebiet des Mittleren Pfälzerwalds.
Zusammenfassend folgt die naturräumliche Zuordnung des Weißenberges damit folgender Systematik:
- Großregion 1. Ordnung: Schichtstufenland beiderseits des Oberrheingrabens
- Großregion 2. Ordnung: Pfälzisch-Saarländisches Schichtstufenland
- Großregion 3. Ordnung: Pfälzerwald
- Region 4. Ordnung (Haupteinheit): Mittlerer Pfälzerwald
- Region 5. Ordnung: Frankenweide bzw. Hoher Pfälzerwald

### Berghöhe und Gipfel
Die Höhe des 609,9 m hohen Weißenbergs wird unterschiedlich mit rund 610 m bzw. 607 m angegeben. Der höhere Wert wird seit dem Jahr 2011 offiziell empfohlen. Damit sind Weißenberg und Mosisberg (ebenfalls etwa 610 m) vor Eschkopf (608,3 m) und Hortenkopf (606,2 m) die höchsten Erhebungen im Westen des Gebirges. Der Berg, dessen sattelförmige Kuppe sich von Süd nach Nord erstreckt, hat zwei Gipfel: Der Südgipfel ist 609,9 m, der 280 m entfernte Nordgipfel 609,1 m hoch.

### Dominanz und Schartenhöhe
Die am nächsten gelegenen Berge, die den Weißenberg an Höhe übertreffen, sind der Roßberg (637 m) und der Steigerkopf (613,6 m); sie befinden sich in einer Entfernung von 15 km Luftlinie in der Haardt am Ostrand des Pfälzerwalds (Dominanz des Weißenbergs). Außerdem ist der Weißenberg kein isolierter Einzelgipfel, sondern Teil eines Systems von langgestreckten Höhenzügen, die den inneren Pfälzerwald in verschiedenen Richtungen durchziehen und seine Oberflächengestalt prägen.
Zieht man vom Weißenberg eine Verbindungslinie auf größtmöglicher Höhe (Bergkamm) zum nächsthöheren Gipfel, so ist dies der Steigerkopf mit 613,6 m Höhe. Der tiefste Punkt auf dieser Linie ist die Scharte mit dem Forsthaus Heldenstein auf 472 m Höhe. Die Differenz zwischen der Höhe des Weißenbergs und der des Forsthauses Heldenstein (= Schartenhöhe bzw. Prominenz des Berges) beträgt 138 m. Dieser relativ geringe Wert erklärt sich durch die oben beschriebene morphologische Struktur des zentralen Pfälzerwalds. So ist es möglich, vom Weißenberg aus bis Leimen, Kaiserslautern-Mölschbach, Elmstein und über die Forsthäuser Taubensuhl und Heldenstein bis fast nach Neustadt auf Höhenzügen zu wandern, ohne die 450-m-Höhenlinie zu unterschreiten.

### Gewässer
Der Weißenberg empfängt als Teil der Frankenweide vergleichsweise hohe Niederschlagsmengen (siehe Abschnitt Niederschlag) und ist deshalb Quellgebiet einer Reihe kleinerer und größerer Fließgewässer.
Da seine Sandböden sehr wasserdurchlässig sind, kann das Niederschlagswasser schnell in den Boden einsickern und als Grundwasser, vor allem in den Felszonen des Unteren (Trifels- und Rehbergschichten) und Mittleren Buntsandsteins (Karlstalschichten), gespeichert und weitergeleitet werden. Dabei dienen wasserstauende Tonschichten der Rehbergformation, die sich im Bereich des Weißenbergs auf etwa 350 bis 400 m Höhe befinden, als Quellhorizont, an dem das Grundwasser in einer Reihe von Quellen und Brunnen austritt.
Von Norden kommend knickt die Wasserscheide zwischen Rhein und Mosel bereits beim Hortenkopf nach Südwesten ab. Die Gewässer nordwestlich davon fließen über Schwarzbach, Blies und Saar zunächst der Mosel zu, ehe ihr Wasser den Rhein erreicht. Die Wasserläufe östlich und südlich davon, also auch diejenigen im Gebiet des Weißenbergs, streben direkt dem Rhein zu: Westlich des Weißenbergs entspringen Wartenbach und Scheidbach auf 389 m und 383 m Höhe, zwei Quellbäche der Lauter. Diese fließt dann, am Oberlauf Wieslauter genannt, zuerst süd- bis südostwärts; später strebt sie als Lauter mehr ostwärts entlang der deutsch-französischen Grenze dem Rhein entgegen. Östlich des Weißenbergs haben sich der Kalten- und sein rechter Zufluss Modenbach tief in das Buntsandsteinpaket eingegraben; der Kaltenbach mündet am Südfuß des Zwieselkopfs (396,6 m) in den Wellbach, dessen Wasser über die Queich ebenfalls ostwärts dem Rhein zuströmt.

## Geologie

### Entstehung
Der Weißenberg wird durch Gesteine des Buntsandsteins gebildet, die zu Beginn der Trias (251–243 Millionen Jahre) bei vorwiegend wüstenhaften Bedingungen abgelagert wurden. Diese Gesteinsschichten erfuhren im Paläogen (65–23,8 Millionen Jahre) während der Bildung des Oberrheingrabens tektonisch bedingte Umlagerungen, die unter anderem zur Aufwölbung, Verschiebung und Schrägstellung des Gesteins führten. Aus diesem Sandsteinpaket wurde in der Folge (23,8–0,01 Millionen Jahre) durch Verwitterungs- und Abtragungsprozesse die heutige Oberflächengestalt des Pfälzerwalds und damit auch der Bergrücken des Weißenbergs herausmodelliert.

### Aufbau (Stratigraphie)
Aufgebaut ist der Weißenberg in erster Linie von Gesteinsschichten des Unteren und Mittleren Buntsandsteins. Da diese schräggestellt sind (vgl. Abschnitt Entstehung) und von Ost nach West absinken, sind am Weißenberg die Schichten des Unteren Buntsandsteins schon in geringerer Höhe anzutreffen, als dies weiter östlich zum Beispiel in der Haardt der Fall ist. So prägen dort die besonders stark verfestigten Quarzsandsteine der Trifels-Schichten auf etwa 300 bis 450 m Höhe die Oberflächengestalt, während sie am Weißenberg nur in den tief eingeschnittenen Kerbtälern des Kalten- und des Modenbachs aufgeschlossen sind.
Größeren Raum beanspruchen dagegen die Formationen der Rehberg- und Schlossbergschichten, welche die Trifels-Schichten überdecken und in den Tallagen des westlichen Weißenberggebiets und an seinen Hängen bis etwa 400 m Höhe an die Oberfläche treten. In diesen Gesteinsschichten wechseln sich kleinräumige Felszonen mit dünnen Tonschichten ab, wobei letztere oft als Quellhorizont fungieren (siehe Abschnitt Gewässer). Dabei handelt es sich häufig um rote, teilweise geröllführende Sandsteine unterschiedlicher Korngröße, die vor allem in höheren Bereichen eine eher feinkörnigere, geringer kristallisierte Struktur aufweisen und damit weniger verwitterungsbeständig sind.

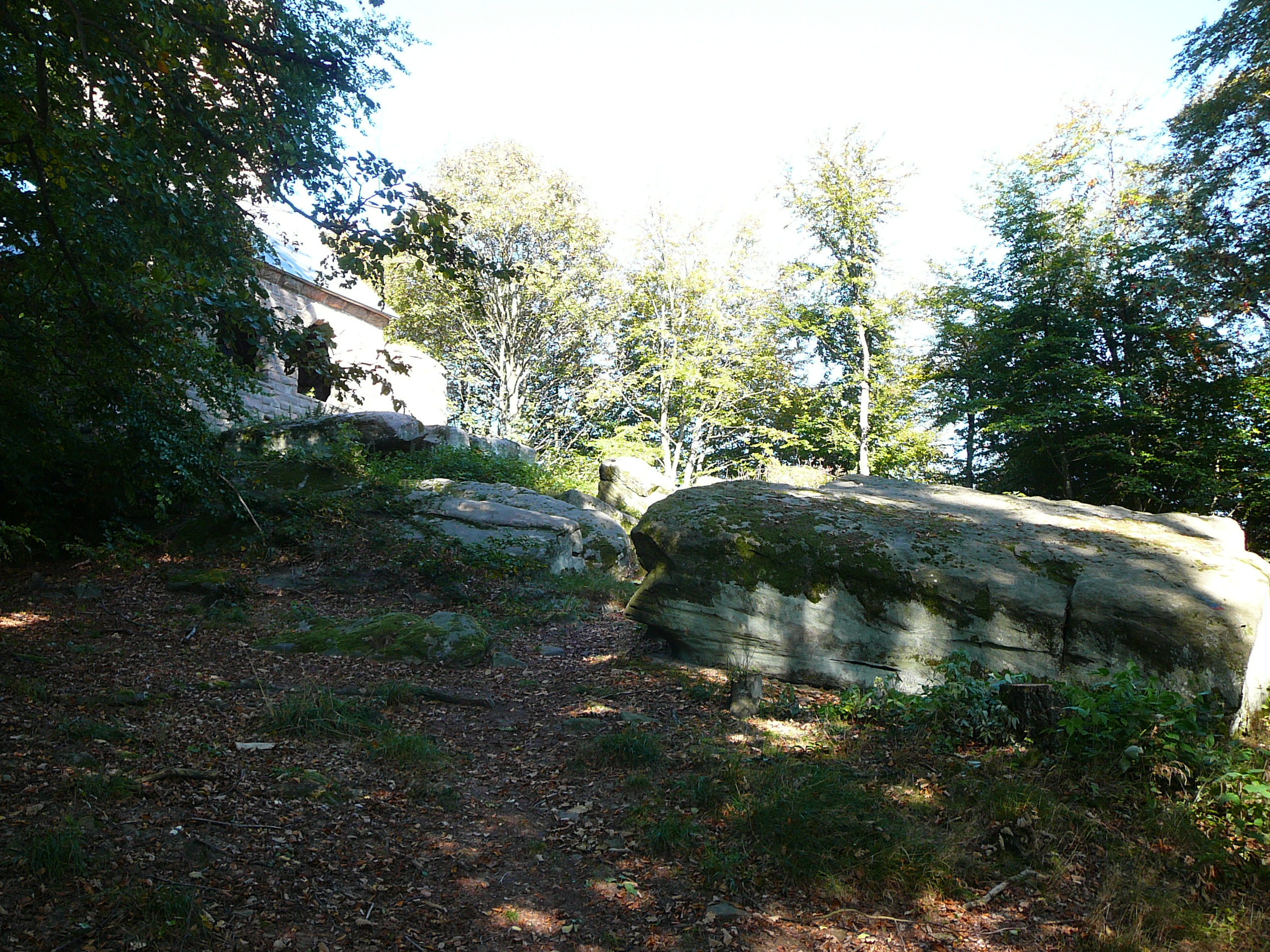
Mittlerer Buntsandstein: Blockfeld im Gipfelbereich des Weißenbergs

Diese Formationen werden im Gipfelbereich des Weißenbergs ab etwa 400 m Höhe durch die Gesteine des Mittleren Buntsandsteins überdeckt, wobei graue bis hellrote Mittel- bis Grobsandsteine dominieren. Charakteristisch sind dabei besonders Felsformationen der Karlstalschichten, deren Felszone aus bis zu 40 m dicken, verkieselten Gesteinspaketen besteht, die häufig als harte Felsblöcke mit mehreren Metern Durchmesser an die Oberfläche treten. Darüber erstrecken sich die Oberen Karlstalschichten und die Obere Felszone (9–26 m), deren ebenfalls stark verkieselte Mittel- und Grobsandsteine besonders im inneren Bereich des Pfälzerwalds (Pfälzer Mulde) häufig Steilwände bilden. Eindrucksvolle Felsbereiche können in diesem Zusammenhang besonders am Südwesthang des Weißenbergs in einer Höhe zwischen 450 und 550 m beobachtet werden. Allerdings ist dieser Bereich seit 2007 für Wanderer nicht mehr zugänglich, da dort eine umfangreiche Kernzone des Biosphärenreservates Pfälzerwald-Nordvogesen eingerichtet wurde. Aber auch im direkten Gipfelbereich des Weißenbergs lassen sich Felsblöcke des Mittleren Buntsandsteins nachweisen, die beim Aufstieg zum Gipfel unterhalb des Luitpoldturms sofort ins Auge fallen.

## Klima

### Niederschlag
| Station              | Jahresniederschlag (mm) |
| -------------------- | ----------------------- |
| Hermersbergerhof     | 1095                    |
| Leimen               | 1071                    |
| Forsthaus Taubensuhl | 1125                    |
| Johanniskreuz        | 1004                    |
| Trippstadt           | 941                     |
| Annweiler            | 910                     |
| Lemberg              | 898                     |

Aufgrund seiner exponierten Lage im Südwesten der Frankenweide unterliegt der Weißenberg besonders stark atlantischen Einflüssen. Mäßig warme und feuchte Luftmassen, die hauptsächlich aus Westen einströmen, werden zum Aufsteigen gezwungen (Luv-Effekte), so dass es zu vermehrter Wolkenbildung und überdurchschnittlich hohen Niederschlägen kommt. Besonders aussagekräftig sind dabei Daten des nur 1,5 km östlich gelegenen Hermersbergerhofs, für den ein durchschnittlicher Jahresniederschlag von 1095 mm gemessen wird. Auch die Werte weiter nordwestlich (Leimen 1071 mm) oder nördlich gelegener Stationen (Johanniskreuz 1004 mm) weisen tendenziell in die gleiche Richtung. Damit ist im Falle des Weißenbergs von ähnlichen Niederschlagssummen auszugehen, wobei aufgrund seiner größeren Höhe und seiner Südwestexposition sogar Werte zwischen 1100 und 1200 mm Jahresniederschlag zu erwarten sind. Vergleicht man die Niederschlagssummen der einzelnen Monate, so zeigen insbesondere die Wintermonate Dezember und Januar ein ausgeprägtes Niederschlagsmaximum. Dies ist ein für Mittelgebirge typisches Phänomen, da vor allem im Winterhalbjahr regenbringende atlantische Tiefdrucksysteme Mitteleuropa beeinflussen und dadurch in Gebirgslagen verstärkt Steigungsniederschläge ausgelöst werden.

### Temperatur
Die mittlere Jahrestemperatur beträgt in mittleren Lagen des Weißenbergs 7 bis 8 °C und sinkt in seinem Gipfelbereich auf 6 bis 7 °C ab; dabei liegen die Werte im Januar bei etwa −1 bis −2 °C und erreichen im Juli 15 bis 16 °C. Im Vergleich dazu belaufen sich die entsprechenden Daten für die Weinstraßenregion (Oberrheinische Tiefebene) auf 9 bis 10 °C für das gesamte Jahr, 0 bis 1 °C im Januar und 18 bis 19 °C im Juli, wobei in einem schmalen Streifen von Landau bis Bad Dürkheim – bedingt durch Föhneffekte – im Hochsommer sogar eine Durchschnittstemperatur von bis zu 20 °C gemessen wird. Die mittlere Jahresschwankung der Lufttemperatur liegt am Weißenberg bei etwa 16,5 °C, ein relativ geringer Wert, der ebenfalls auf die ozeanische Prägung dieser Region verweist.

### Wind
| Klima              | Weißenberg (Gipfel) | Frankenthal (Tiefebene) |
| ------------------ | ------------------- | ----------------------- |
| Nieder- schlag     | ~1150 mm            | 528 mm                  |
| Jahres- temperatur | 6–7 °C              | 9–10 °C                 |
| Frühlings- beginn  | 10.5.–15.5.         | 20.4.–25.4.             |
| Wind               | häufig; oft stark   | weniger häufig; mäßig   |
| Bioklimat. Aspekte | mäßiges Reizklima   | Belastungs- klima       |

Im Gegensatz zu anderen Mittelgebirgen, die kontinentaler geprägt sind, werden im Gebiet des linksrheinischen Gebirges (Pfälzerwald/Vogesen) im Durchschnitt stärkere und länger anhaltende Luftbewegungen beobachtet. Dies gilt insbesondere für den zentralen Gebirgskamm mit dem Weißenberg im Südwesten, der für atlantische Frontensysteme die erste nennenswerte Barriere bildet und deshalb den vorherrschenden Südwest- und Westwinden mit einer Häufigkeit von über 50 Prozent voll ausgesetzt ist. Vor allem bei Sturmereignissen werden deshalb an verschiedenen Stationen des Deutschen Wetterdienstes im Pfälzerwald auffällig hohe Windgeschwindigkeiten registriert, was zum Beispiel durch Messwerte der Wetterstation auf dem Weinbiet (553 m), eines im Nordosten des Pfälzerwalds gelegenen Berges, immer wieder belegt wird. Es ist deshalb davon auszugehen, dass bei entsprechenden Wetterlagen auf dem Weißenberg aufgrund seiner südwestlicheren Lage noch höhere Windgeschwindigkeiten zu verzeichnen sind.

### Bioklimatische Aspekte
Aus bioklimatischer Sicht kann das Klima der Weißenbergregion als mäßiges Reizklima mit ziemlich niedrigen Temperaturen, hohen Niederschlägen, oft stärkerem Wind und großer Luftreinheit beurteilt werden. Der Erholungsuchende ist deshalb im Gegensatz zum Tiefland stärkeren klimatischen Reizen ausgesetzt, so dass dieser Klimatyp unter anderem bei Atemwegs- und Herz-Kreislauf-Erkrankungen, aber auch rheumatischen Beschwerden und depressiven Störungen positive Wirkungen entfalten kann. Auf einer siebenstufigen Skala thermaler Belastungsstufen wird das Weißenberggebiet deshalb in die niedrigste Belastungsstufe frisch eingestuft.

## Schutzgebiete

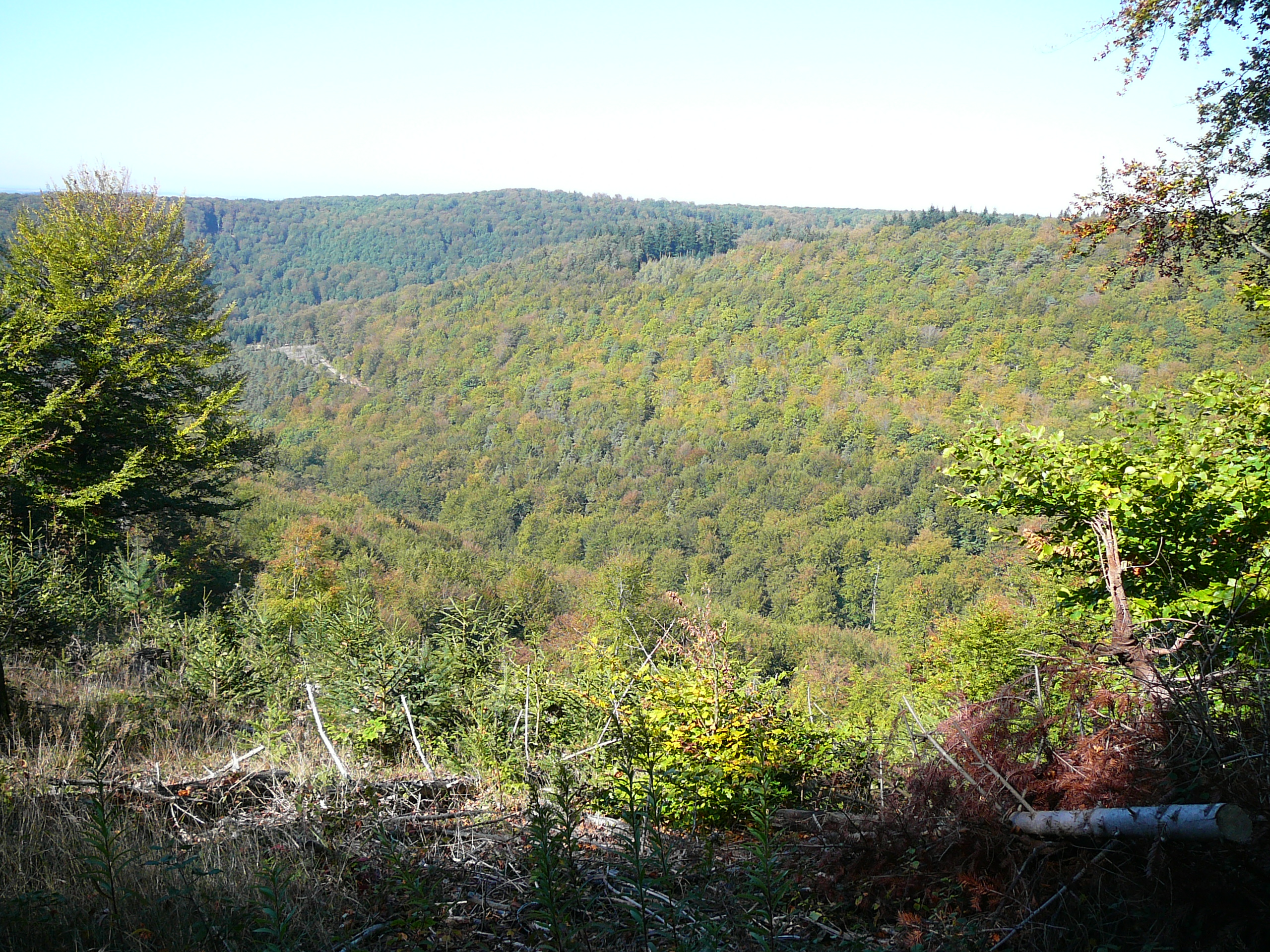
Kernzone „Quellgebiet der Wieslauter“: Blick vom Nordhang des Weißenbergs ins obere Wartenbachtal

Der Weißenberg gehört als Teil des Pfälzerwalds zum grenzüberschreitenden Biosphärenreservat Pfälzerwald-Nordvogesen. In Umsetzung der UNESCO-Leitlinien Man and Biosphere (MAB) erließ das Land Rheinland-Pfalz 2007 eine Rechtsverordnung, in der ein Zonierungskonzept mit unterschiedlichen Schutzzielen und abgestufter Schutzintensität enthalten ist. Dabei wird der Pfälzerwald in drei Zonen, nämlich Kern-, Pflege- und Entwicklungszonen eingeteilt, wobei der Gipfelbereich des Weißenbergs, ferner seine Nord- und Osthänge Zone 2, der „Pflegezone“, zugeordnet sind, während die westlichen und südlichen Regionen in die Kernzone Quellgebiet der Wieslauter fallen. Letztere umfasst eine Fläche von 2.399,532 Hektar und ist damit unter den 23 Kernzonen im Naturpark Pfälzerwald das bei weitem größte Schutzgebiet.
Besonderer Schutzzweck von Zone 2 ist „die Ergänzung, Pufferung und Vernetzung der Kernzonen und die Erhaltung, Wiederherstellung und Entwicklung der nutzungs- oder pflegeabhängigen Teile der Landschaft, ihrer Arten und Lebensgemeinschaften, auch zur Bewahrung des typischen Kulturlandschaftscharakters. Dazu sollen naturschonende, die Belange des Arten- und Biotopschutzes und den Landschaftscharakter berücksichtigende oder fördernde Wirtschaftsweisen möglichst erhalten oder wiederhergestellt werden“ (§ 4,3). Für den Weißenberg bedeutet dies vor allem eine ökologisch orientierte Form forstwirtschaftlicher Nutzung, die sich an den Prinzipien der Nachhaltigkeit orientiert und die Entwicklung naturnaher Mischwälder mit entsprechender Bodenflora anstrebt.
Dagegen unterliegen Kernzonen besonders strengen Nutzungseinschränkungen. Schutzzweck der Kernzonen ist es, „einen vom Menschen weitestgehend unbeeinflussten Ablauf der natürlichen Prozesse zu gewährleisten und hierüber die Eigendynamik natürlicher oder naturnaher Ökosysteme einschließlich der Böden und Gesteine sowie der sich daraus ergebenden Vielfalt an Lebensräumen, Tieren und Pflanzen auf Dauer zu schützen“ (§ 4,2). Dies bedeutet, dass zum Beispiel in der Kernzone „Quellgebiet der Wieslauter“ keine Forstwirtschaft mehr betrieben wird und sich Jagd wie auch Erholungsnutzung an diesem Schutzzweck zu orientieren haben. Es wird angestrebt, die Wälder der Weißenbergregion nicht nur in ihrem jetzigen Zustand zu erhalten, sondern mittel- und langfristig zu urwaldähnlichen Naturwäldern, sogenannten „Wildnisgebieten“, weiterzuentwickeln.

## Geschichte
Im Gebiet des Weißenbergs befinden sich mehrere Felsblöcke, die als Steinmarken bzw. Rittersteine auf historisch bemerkenswerte Ereignisse hinweisen bzw. diese dokumentieren.

### Dreiherrenstein

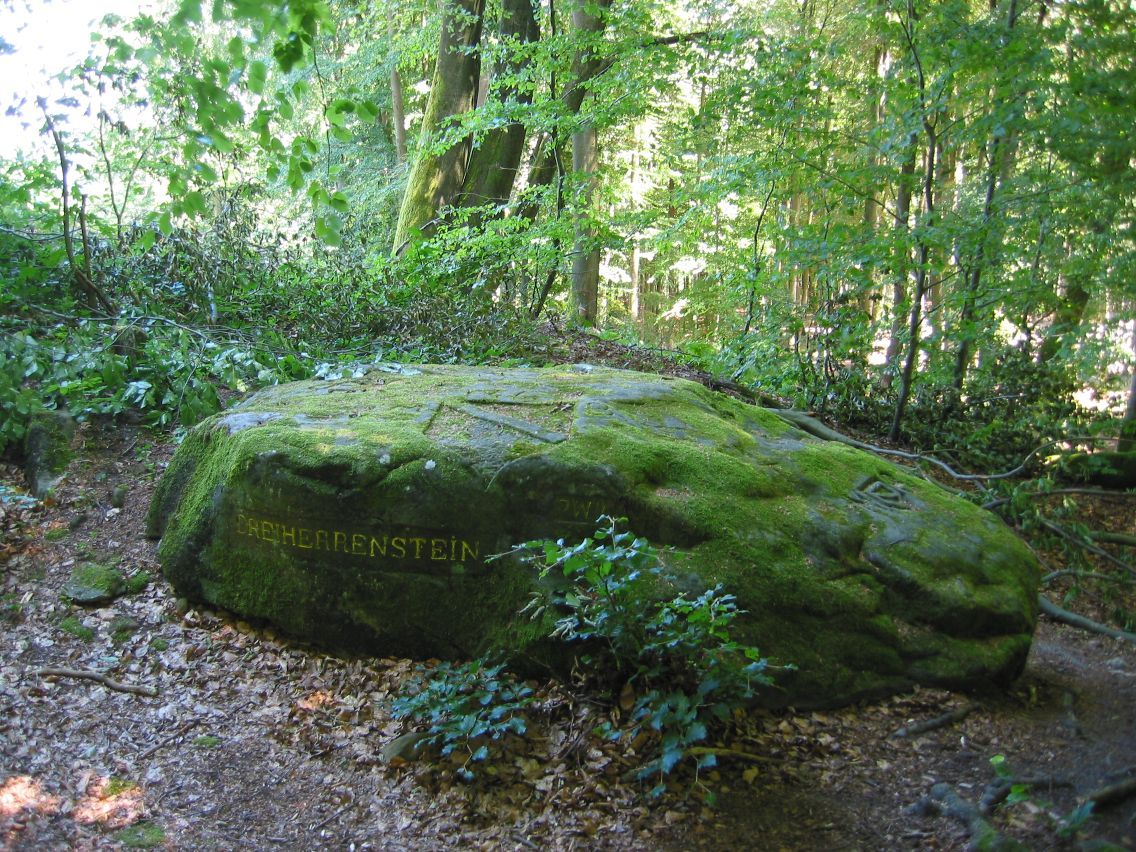
Dreiherrenstein

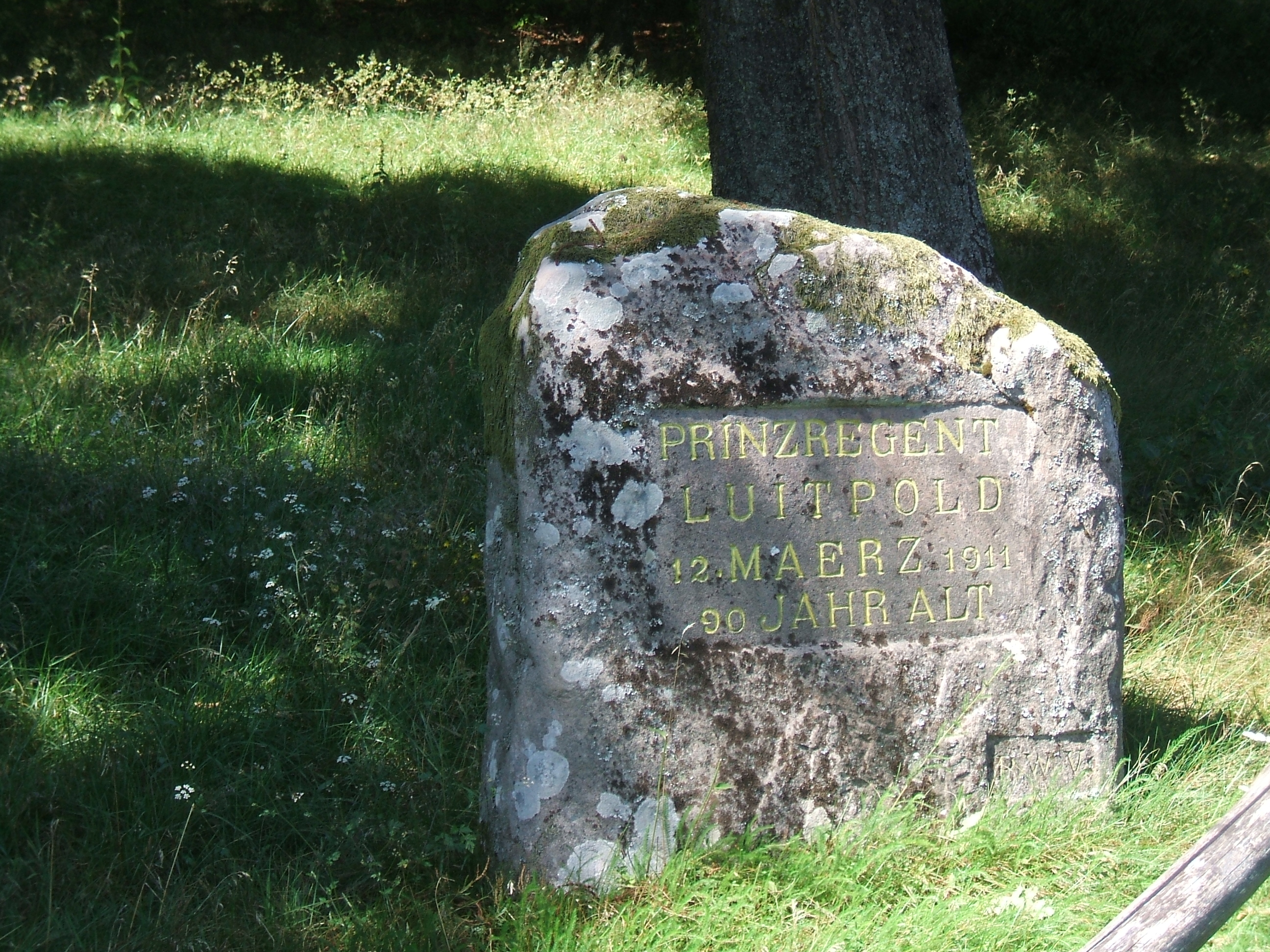
Luitpoldstein

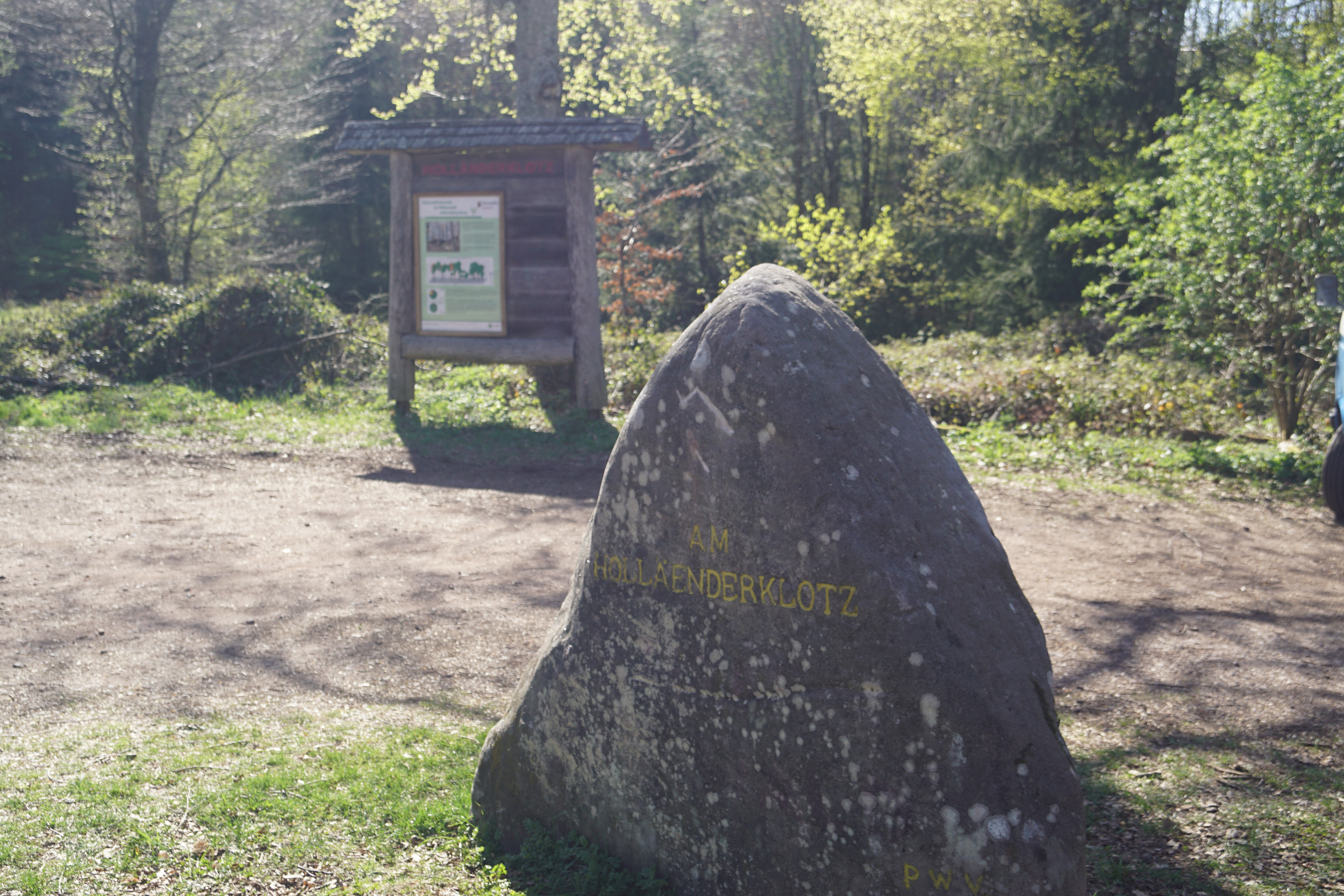
Holländerklotz

Eine dieser Steinmarken ist der südlich des Weißenbergs in Richtung Hermersbergerhof in einem Sattel gelegene Dreiherrenstein (Ritterstein Nr. 57); er liegt etwas versteckt im Wald in der Nähe der Kreisstraße 56 bzw. eines mit „blauem Kreuz“ markierten Wanderwegs.

### Luitpoldstein
Etwa 400 m südlich des Luitpoldturmes, aber noch im eigentlichen Gipfelbereich des Weißenbergs, befindet sich auf einer Waldlichtung mit kleinem Parkplatz der Luitpoldstein, ein weiterer als Ritterstein gestalteter Felsblock (Ritterstein Nr. 70). Er wurde zur Erinnerung an den 90sten Geburtstag des damaligen Prinzregenten Luitpold von Bayern aufgestellt und trägt folgende Inschrift: Prinzregent Luitpold, 12. März 1911, 90 Jahre alt. Außerdem steht neben dem Luitpoldstein eine Eiche, die zu Ehren des Prinzregenten an seinem Geburtstag gepflanzt wurde.

### Holländerklotz
Nördlich des Weißenberggipfels erreicht man nach ungefähr 0,7 km den Holländerklotz, der auf 550,7 m Höhe ebenfalls auf einer größeren Lichtung in der Nähe der Kreisstraße 56 steht.

## Gipfelpanorama

### Einführung

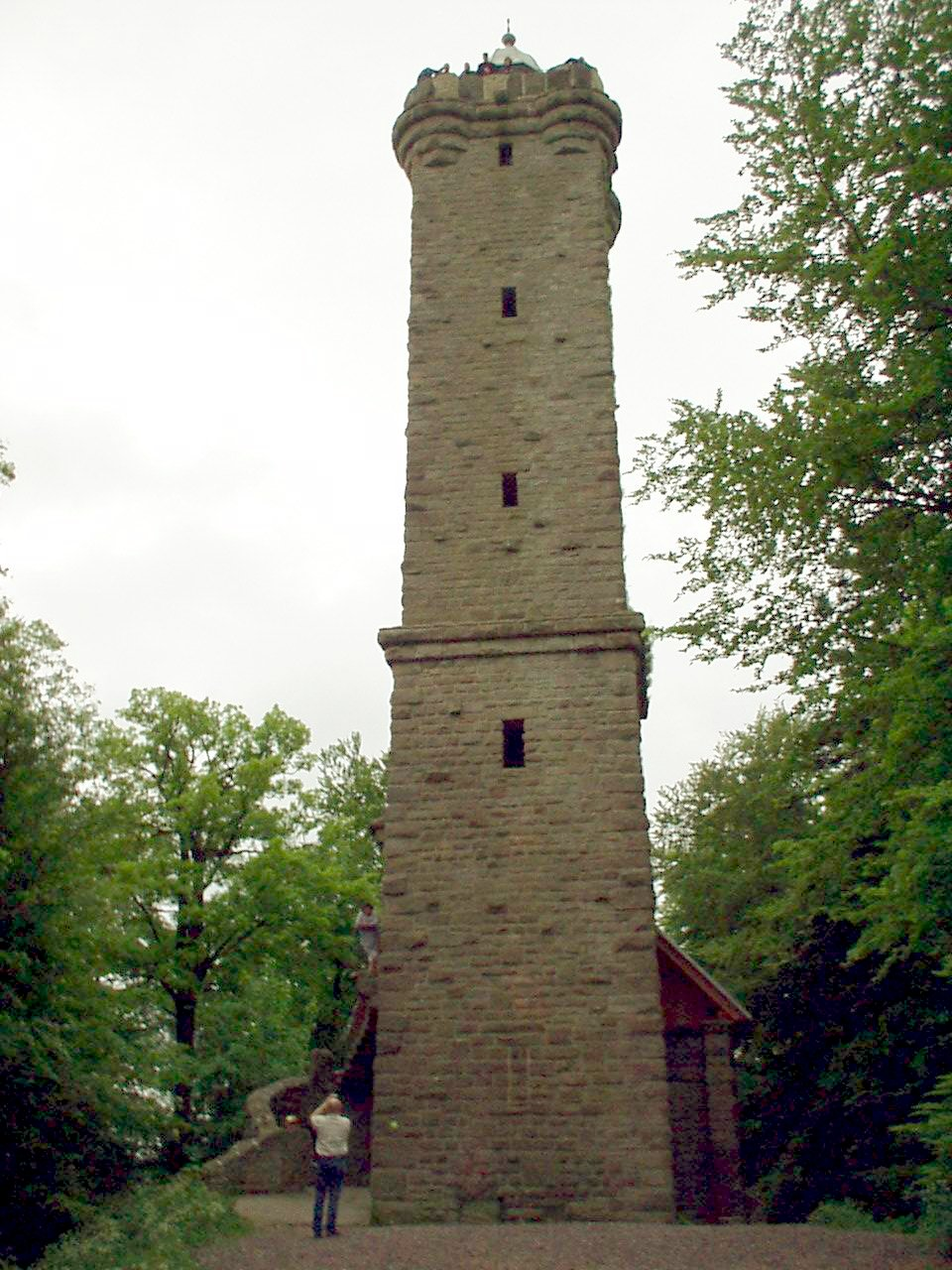
Luitpoldturm auf dem Gipfel des Weißenbergs

Vom 35 m hohen Luitpoldturm, der 1909 auf dem Südgipfel eingeweiht wurde, besteht wegen der zentralen Lage des Berges die umfassendste Aussicht über den gesamten Pfälzerwald und weit darüber hinaus bis zu Hunsrück, Donnersberg, Taunus, Odenwald, Schwarzwald und Vogesen. Nach geometrischen Untersuchungen lassen sich von dort aus bei guten Sichtverhältnissen 457 namentlich bekannte Ziele, darunter mehr als 350 Berggipfel, identifizieren, wobei zwölf Zielplaketten, die auf der Aussichtsplattform des Turmes angebracht sind, die Orientierung erleichtern.

### Beschreibung

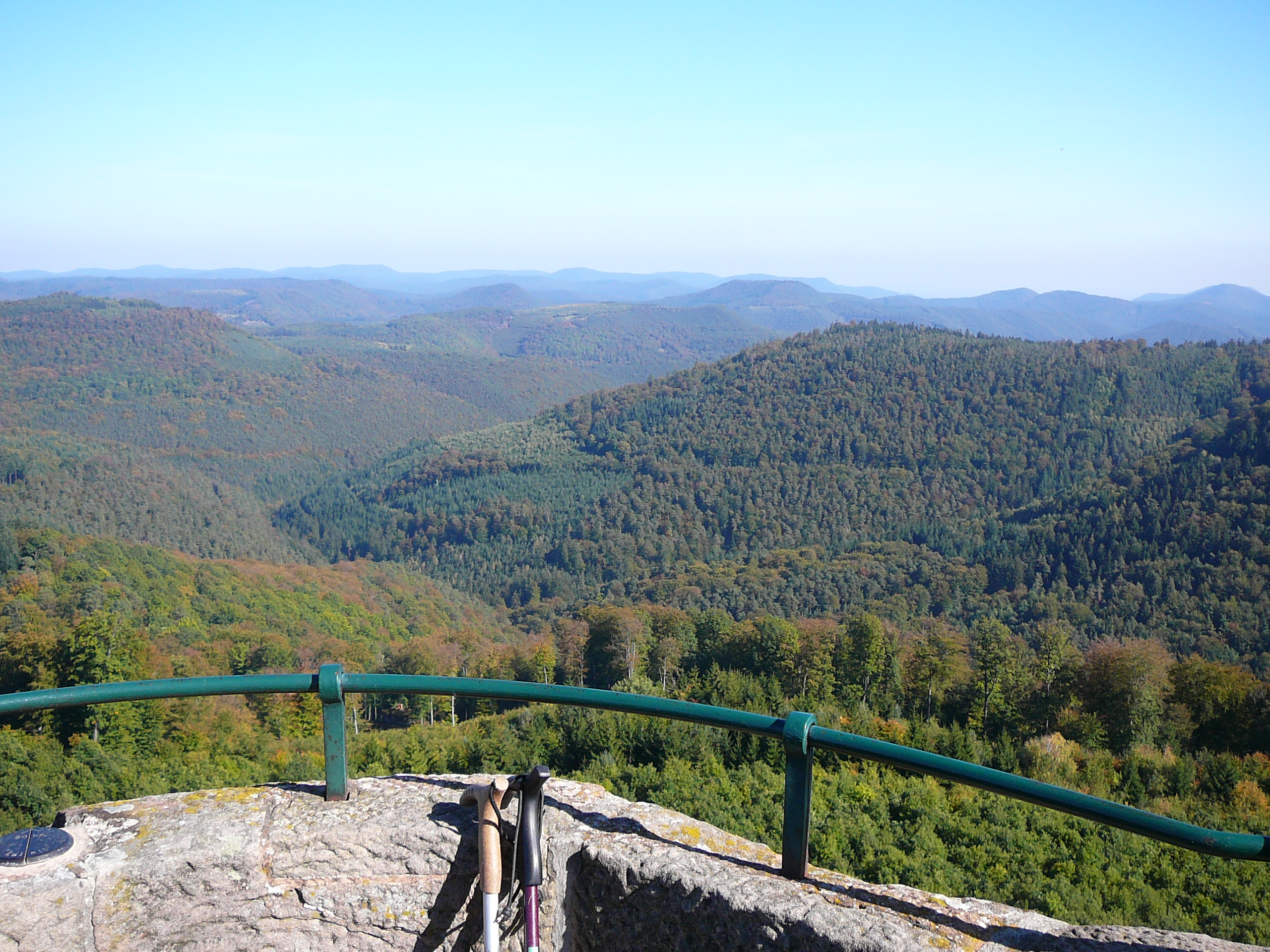
Blick nach Osten:Im Vordergrund Modenbachtal, dahinter Almersberg, im Hintergrund Kalmit, Steigerkopf, Kesselberg und Roßberg (von links nach rechts)

Blickt man vom Turm nach Osten, breitet sich zu Füßen des Betrachters das – abgesehen von einigen kleinen Weilern und Forsthäusern – unbesiedelte Kerngebiet des inneren Pfälzerwalds aus. Das Landschaftsbild ist durch langgezogene oder trapezförmige Bergformen mit dichten Mischwäldern, komplexen Talsystemen und einer Vielzahl kleinerer oder größerer Fließgewässer geprägt. Im Vordergrund fallen die tief eingeschnittenen Täler des Moden- und des Kaltenbachs ins Auge, an die sich dahinter der auffällige Bergklotz des Almersbergs (564,1 m) und das Berggebiet um das Forsthaus Taubensuhl (528,2 m) anschließen. In einer Entfernung von etwa 15 bis 25 km Luftlinie sieht man die langgezogene Gebirgskette der Haardt, die den Pfälzerwald zur Rheinebene hin begrenzt und eine Reihe bekannter Berggipfel trägt. Von Nord nach Süd sind dies Eckkopf (516 m) bei Deidesheim und Weinbiet (554 m) bei Neustadt, wobei der letztgenannte Berg durch seinen Sendemast leicht zu identifizieren ist. Südlich des Speyerbachtales folgen mit Kalmit (672,6 m; Entfernung 20 km Sichtchance 82 Prozent), Steigerkopf (613,6 m), Kesselberg (661,8 m) und Roßberg (637 m) die höchsten Erhebungen des Gebirges, die mit dem Orensberg (581,2 m) oberhalb des Queichtals schließen.

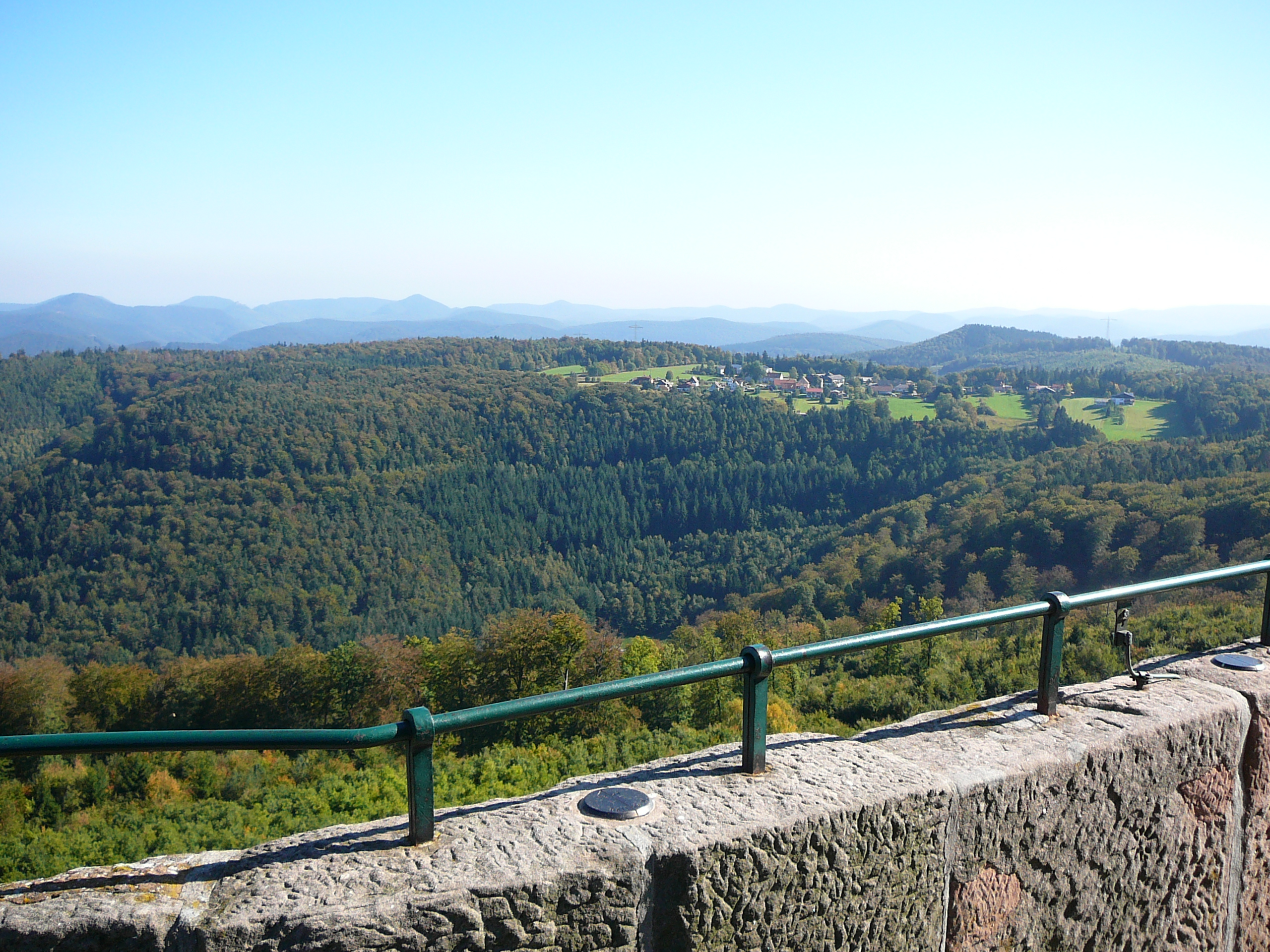
Blick nach Südosten: Im Vordergrund der Hermersbergerhof, im Hintergrund Reichsburg Trifels und Rehberg (linke Seite des Bildes)

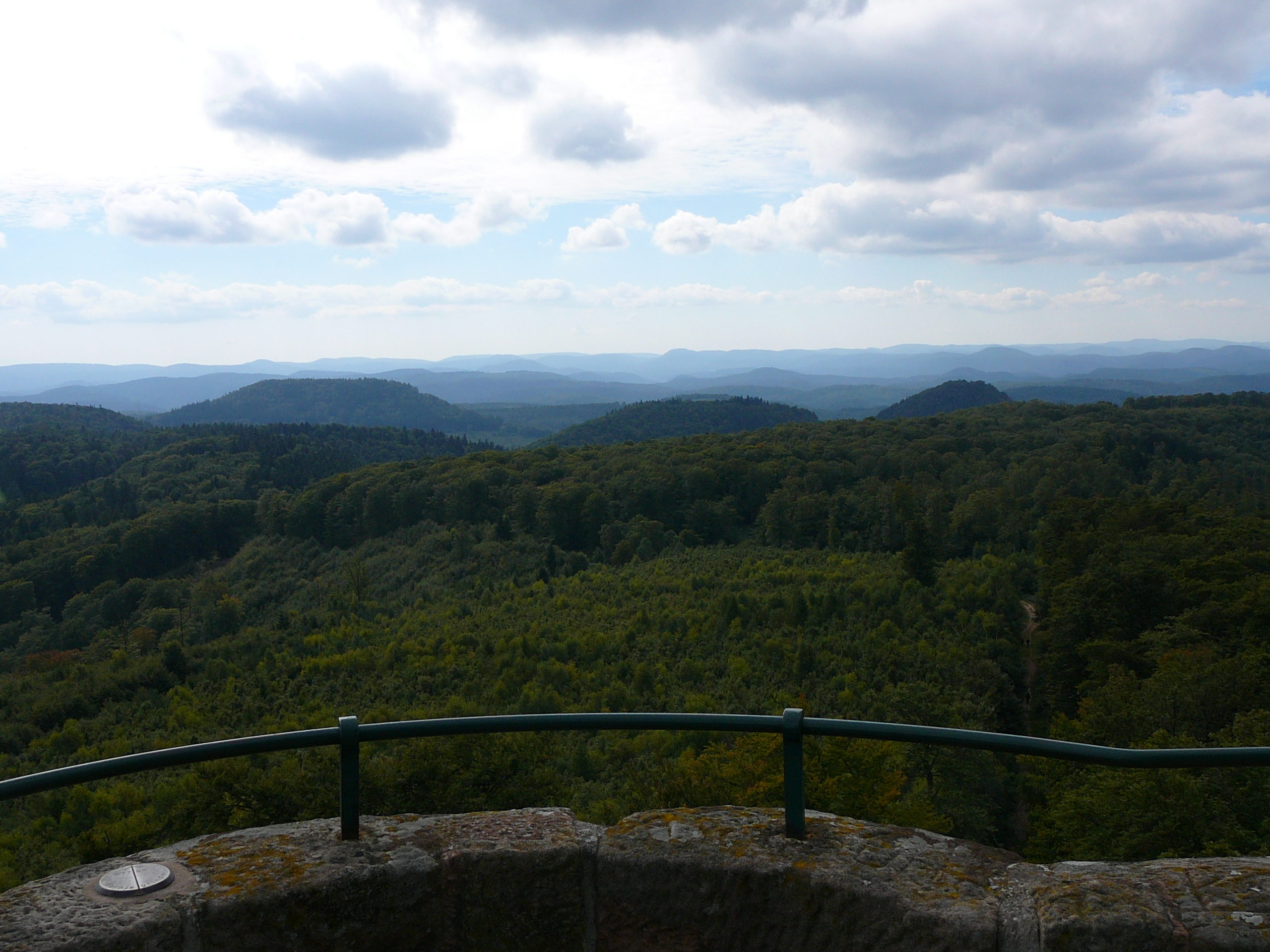
Blick nach Süden: Im Vordergrund Breite und Spitze Boll, im Hintergrund Wegelnburg und Großer Wintersberg (von links nach rechts)

Noch weiter südlich, schon jenseits der Queich, bestimmen die vielfältigen Bergformen des Wasgaus das Landschaftsbild. Auffällig sind im Raum Annweiler die Kegelberge der „Burgdreifaltigkeit“ Trifels (497,1 m; Entfernung 13 km; Sichtchance 94 Prozent), Anebos (482 m) und Scharfenberg (488,6 m), die von der ebenfalls 13 km entfernten prägnanten Bergpyramide des Rehbergs (576,8 m), des höchsten Berges des pfälzischen Wasgaus, überragt wird. Daran anschließend erkennt man die Hohe Derst (560,5 m) bei Bad Bergzabern und in einem Abstand von 34 km den Großen Wintersberg (581 m) bei Bad Niederbronn im Elsass. Bei guten Sichtverhältnissen erscheint am Horizont die etwa 80 bis 90 km entfernte Bergkette des Nordschwarzwalds, wobei beispielsweise der Mehliskopf (1008 m) und die Hornisgrinde (1164,4 m; Entfernung 77 km; Sichtchance 14 %), der höchste Berg im nördlichen Teil des Schwarzwalds, deutlich hervortreten. Bei extrem guter Fernsicht können sogar in einer Distanz von etwa 150 km mit dem Feldberg (1493 m), dem Schauinsland (1283,9 m) und dem Belchen (1414,2 m) die höchsten Berge des gesamten Schwarzwalds identifiziert werden.
In Richtung Südwesten präsentieren sich dem Betrachter die umfänglichen Waldgebiete des südlichen Pfälzerwalds, die sich jenseits der deutsch-französischen Grenze in den Nordvogesen bis zum Horizont hin fortsetzen. Im Vordergrund ragen die prägnanten Bergformen der Bollen auf, der Breite Boll (528 m), der Spitze Boll (540,1 m) und der Große Boll (532,8 m), hinter denen sich im Mittelgrund das Dahner Felsenland ausbreitet. In einer Entfernung von etwa 20 bis 25 km im Grenzgebiet Pfalz/Elsass überragen Wegelnburg (570,9 m; Entfernung 21 km, Sichtchance 80 Prozent), die höchstgelegene Burgruine der Pfalz, ferner – schon im Elsass – der Mohnenberg (547 m) und der Dürrenberg (521 m) die Kuppen des Wasgaus. Bei besonders klarer Luft sind in einem Abstand von etwa 80 bis 100 km jenseits der Zaberner Steige sogar die noch weiter im Südwesten gelegenen höheren Gipfel der Nordvogesen mit Schneeberg (961 m), Ungersberg (901 m) und Donon (1008 m; Sichtchance 8 Prozent) auszumachen.
Nach Westen überblickt man im Vordergrund zuerst das Quellgebiet der Wieslauter (siehe Abschnitt Gewässer), an das sich die Berge in der Umgebung von Merzalben mit Burg Gräfenstein (437 m) anschließen. Auf einer gerodeten Verebnungsfläche liegt in 5 km Entfernung Leimen (475 m; Sichtchance nahezu 100 Prozent), die höchstgelegene Gemeinde der Pfalz. Weiter im Westen gehen die großen Waldgebiete des Gebirges in die eher landwirtschaftlich genutzten Hochflächen der Westricher Hochfläche und des nordöstlichen Lothringens über. Gut zu erkennen sind Teile der Stadt Pirmasens (z. B. Wasserturm, 435 m; Entfernung 16 km; Sichtchance 89 Prozent) und die zwischen 10 und 30 km entfernten Höhendörfer wie Heltersberg (435 m), Hermersberg (430 m) und Martinshöhe (420 m), wobei letztere durch Windkraftanlagen besonders auffallen. Ganz am Horizont erstrecken sich in einer Distanz von 40 bis 50 km die Berg- und Hügellandschaften des Bliesgaus und Saarkohlenwalds im Saarland, zum Beispiel der Große Stiefel bei St. Ingbert (397,2 m), die Gemeinde Spiesen-Elversberg (354 m), das Kraftwerk bei Bexbach (290 m; Sichtchance 40 Prozent) und darüber der Höcherberg (518 m).

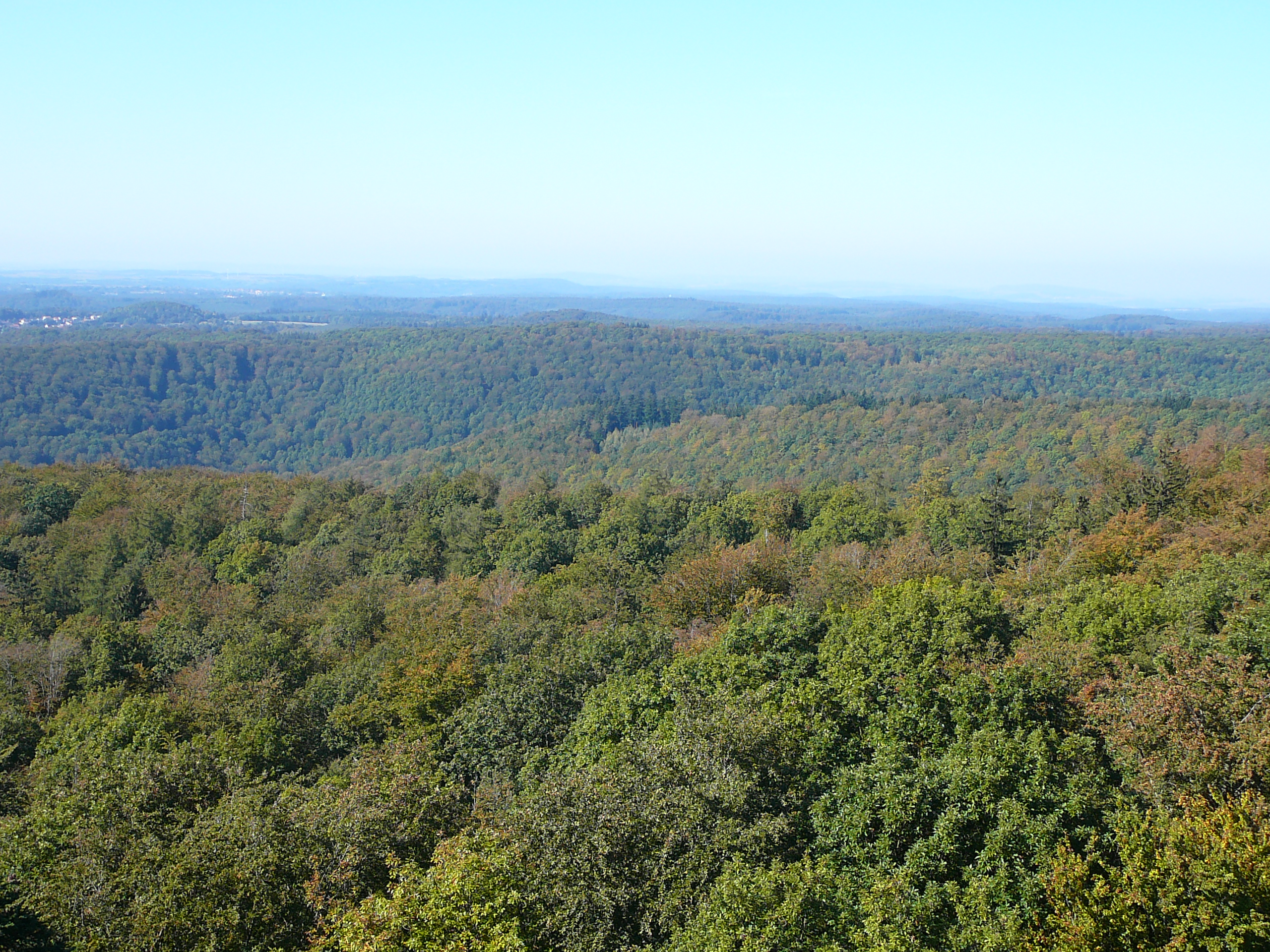
Blick nach Nordwesten: Im Vordergrund links Leimen, im Mittelgrund die Sickinger Höhe, am Horizont Potzberg und Königsberg (von links nach rechts)

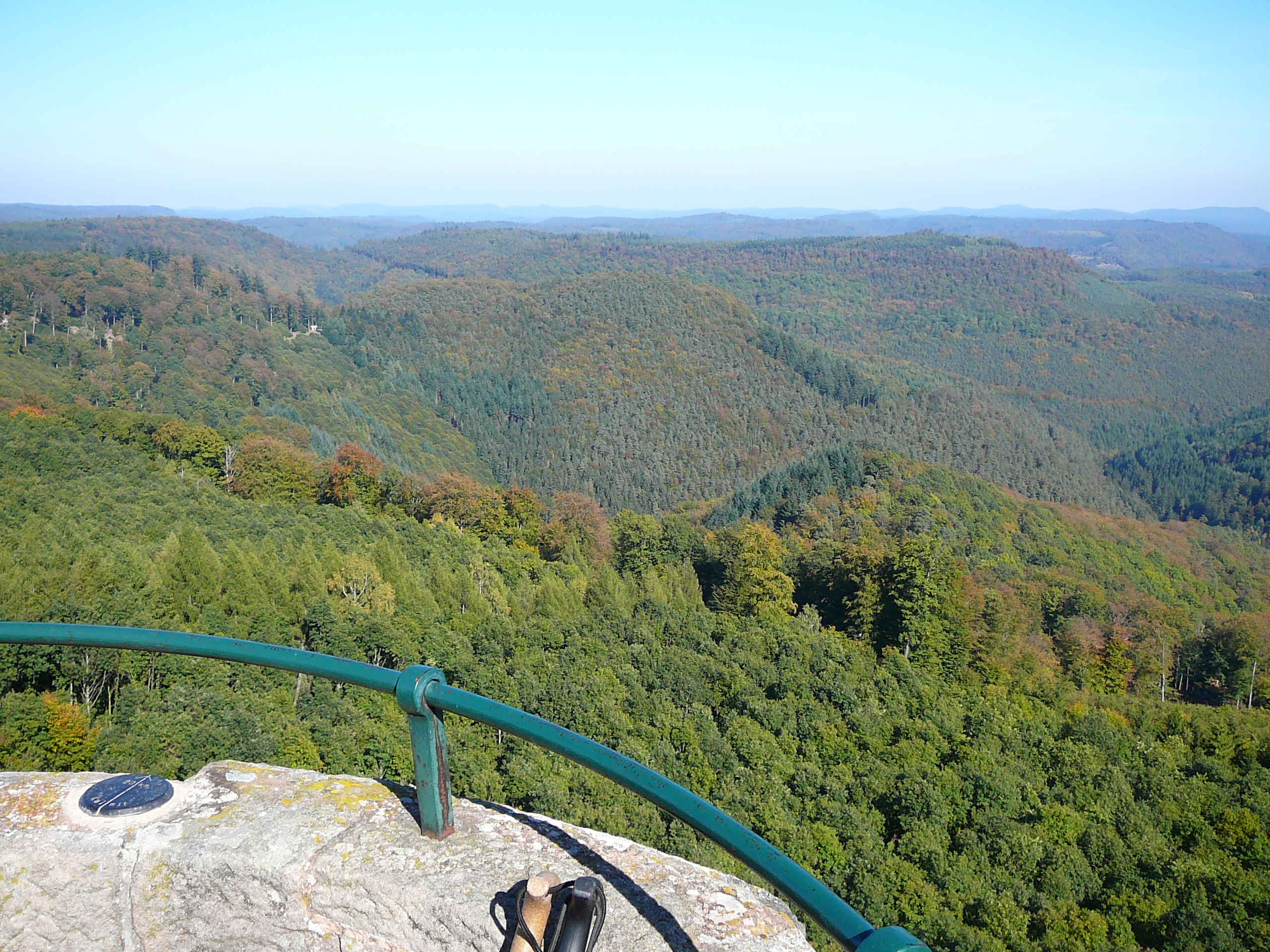
Blick nach Nordosten: Im Vordergrund Kaltenbachtal und Eiderberg, im Hintergrund Drachenfels, Hinterer Stoppelkopf und Weinbiet (von links nach rechts)

Nach Nordwesten begrenzt die Landstufe der Sickinger Höhe die Westpfälzische Hochfläche, hinter der sich das etwa 40 km entfernte Nordpfälzer Bergland mit Potzberg (560,7 m) und Königsberg (569 m; Sichtchance 45 Prozent) ausbreitet. Noch weiter nordwestlich sind an klaren Tagen der Schaumberg (568,2 m; Entfernung etwa 60 km) im mittleren Saarland und die Höhenzüge des Schwarzwälder Hochwalds im Hunsrück mit dem Erbeskopf (816 m; Entfernung 75 km), dem höchsten Berg von Rheinland-Pfalz, zu sehen. Ihre Fortsetzung finden diese Bergrücken im Soonwald und im südwestlichen Taunus, die bei geeignetem Wetter ebenfalls wahrgenommen werden können.
Nach Norden und Nordosten sieht man im Vordergrund im Abstand von zwei bis 11 km den langgestreckten Gebirgskamm der Frankenweide mit Hortenkopf (606,2 m; mit Sender), Mosisberg (608,7 m) und Eschkopf (608,3 m). Dahinter verlängern Schindhübel (571 m) und Bloskülb (570,2 m) bei Elmstein den zentralen Gebirgskamm nach Nordosten, der bei guter Sicht vom 42 km entfernten Bergmassiv des Donnersbergs (686,5 m; Sichtchance 42 Prozent), des höchsten Berges der Pfalz, überragt wird. Weiter nordöstlich, Abstand etwa 25 km, schließen Drachenfels (570,8 m; Sichtchance 72 Prozent) und Hinterer Stoppelkopf (566,2 m), die höchsten Berge des nördlichen Pfälzerwalds, den Panoramablick ab.

## Sehenswürdigkeiten und Tourismus

### Erreichbarkeit

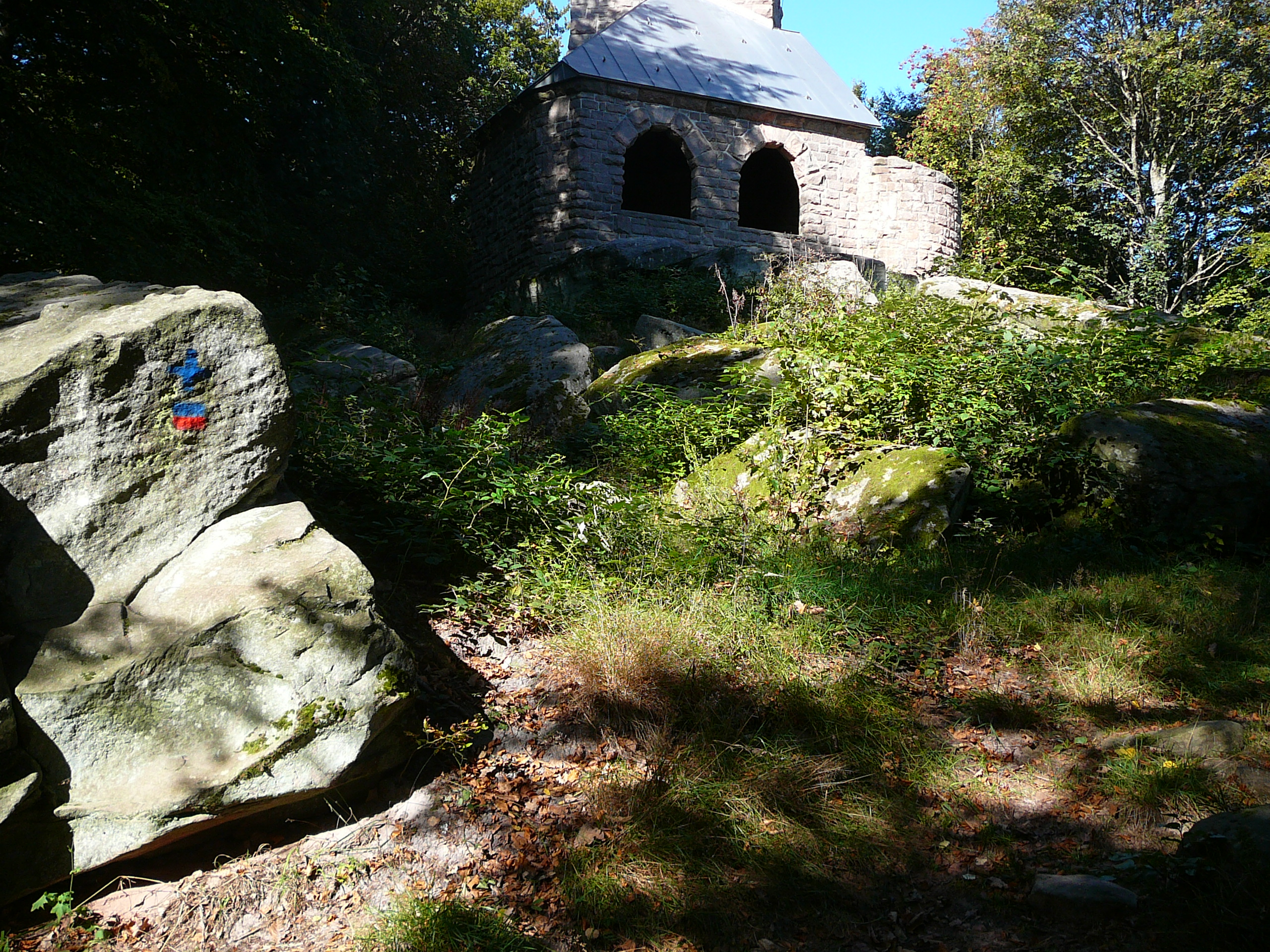
Gipfelbereich des Weißenbergs: Markierungen des Pfälzerwald-Vereins

Aus südlicher Richtung kommend verlässt man etwa 1 km westlich von Wilgartswiesen die Bundesstraße 10 und befährt die K 56 in Richtung Hermersbergerhof, den man nach etwa 7 km erreicht. Ab hier nutzt man eine schmale, für den öffentlichen Verkehr freigegebene Forststraße, die nach etwa 1 km einen kleinen, am Luitpoldstein gelegenen Wanderparkplatz berührt. Von diesem Parkplatz sind auf einem markierten Waldweg (PWV-Markierung „blaues Kreuz“ und Wegelogo des Pfälzer Waldpfades) zu Fuß noch etwa 400 m zurückzulegen, wobei bis zum Gipfelbereich ungefähr 50 Höhenmeter zu bewältigen sind.
Aus Richtung Norden nutzt man ebenfalls die besagte Forststraße, die etwa 4 km östlich Leimen von der Landesstraße 496 abzweigt und nach 3,6 km am Holländerklotz einen weiteren Wanderparkplatz erreicht. Von dort führt ein schmaler Waldpfad (Markierungen „blaues Kreuz“ und Wegelogo des Pfälzer Waldpfades) nach ca. 700 m und der Überwindung von 60 Höhenmetern zum Gipfel.
Für nicht motorisierte Besucher des Weißenbergs bietet es sich an, aus Richtung Vorderpfalz bis Wilgartswiesen oder Hauenstein, die Bahnstrecke Landau–Rohrbach zu benutzen. Von Wilgartswiesen erreicht man den Weißenberg auf einem markierten Wanderweg (Markierung „blaues Kreuz“) nach etwa 8 km, hierbei ist eine Steigung von fast 400 Höhenmetern zu überwinden. Ähnliches gilt für Hauenstein, von wo man einen Wanderweg mit der Markierung „rot-weißer Strich“ und dem Wegelogo des Pfälzer Waldpfades benutzt, der nach etwa 9 km und ebenfalls fast 400 Höhenmetern den Weißenberggipfel erreicht.
Für Besucher aus Richtung Westen (Westpfalz, Saarland) besteht die Möglichkeit, mit der Bahn nach Münchweiler oder Rodalben zu fahren und von dort aus den Bus nach Merzalben zu nehmen. Von hier verläuft ebenfalls ein markierter Wanderweg (Markierung „blau-weißer Strich“ oder Logo des Pfälzer Waldpfades) in etwa 9 km zum Gipfel des Weißenbergs; bei dieser Variante sind etwa 350 Höhenmeter zu bewältigen.

### Wandermöglichkeiten

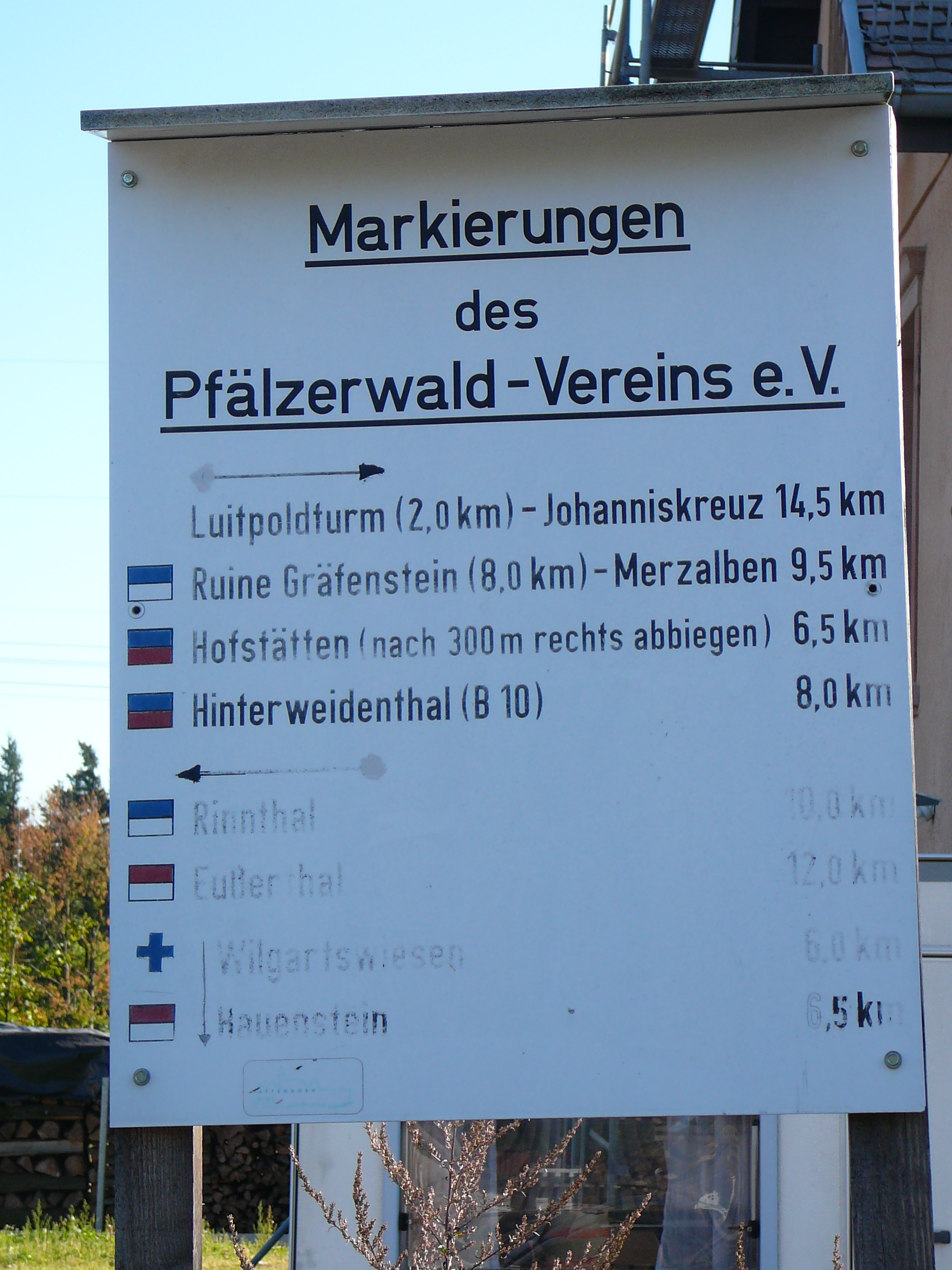
Wanderwege im Bereich des Weißenbergs

Die ausgedehnten, naturnahen Laub- und Mischwälder des Weißenberggebietes sind völlig menschenleer, unzerschnitten und deshalb mit einer vielfältigen Flora und Fauna ausgestattet. Damit steht für den Besucher das Erleben dieser Besonderheiten im Mittelpunkt, sie bilden die eigentlichen Sehenswürdigkeiten dieses Naturreservats.

#### Zum Gipfel
Wie schon im Abschnitt Erreichbarkeit beschrieben, führen von den Parkplätzen am Luitpoldstein oder Holländerklotz kleine Spaziergänge in 10 bis 20 Minuten Gehzeit zum Gipfel des Weißenbergs. Ein etwas längerer Spaziergang beginnt am Hermersbergerhof und nutzt den schon mehrfach erwähnten Wanderweg mit der Markierung „blaues Kreuz“. Er erfordert für Hin- und Rückweg eine Stunde reine Gehzeit, wobei eine Gesamtsteigung von etwa 80 Höhenmetern zu bewältigen ist.
Größere Zielwanderungen sind zum Beispiel von den nächstgelegenen Waldgemeinden Wilgartswiesen, Hauenstein, Hinterweidenthal, Merzalben oder Leimen möglich, wobei Markierungen des Pfälzerwald-Vereins wie blaues Kreuz, weiß-roter, blau-roter und weiß-blauer Balken oder das Wegelogo des Pfälzer Waldpfades Orientierungshilfen leisten können (siehe auch Abschnitt Erreichbarkeit). Wegen ihrer Länge (Hin- und Rückweg etwa 15 bis 25 km) und erheblicher Steigungen (300 bis 500 m Gesamtsteigung) sind diese Wanderungen als Tageswanderungen zu konzipieren. Sie verlaufen ausschließlich durch dichte Wälder, wobei weder Ortschaften noch einzelstehende Waldgaststätten und, mit Ausnahme der Merzalbener Hütte, auch keine Hütten des Pfälzerwald-Vereins berührt werden.

#### Im Weißenberggebiet
Die Wanderparkplätze am Luitpoldstein, Holländerklotz oder Hermersbergerhof sind Ausgangspunkt einer Reihe kleinerer und größerer Rundwanderungen. Ein nicht markierter kleinerer Rundweg von etwa 5 km Länge beginnt am Luitpoldstein und führt in die Kernzone des Biosphärenreservates zu den Otterfelsen, die eine umfassende Aussicht nach Südwesten über das Quellgebiet der Wieslauter bieten. Auf gleichem Weg kehrt man zum Luitpoldstein zurück und umrundet anschließend den Weißenberg auf seiner West- und Nordwestseite. Man erreicht den Holländerklotz und nutzt von dort aus den mit blauem Kreuz markierten Wanderweg, der über den Gipfel des Weißenbergs wieder zurück zum Ausgangspunkt am Luitpoldstein führt.

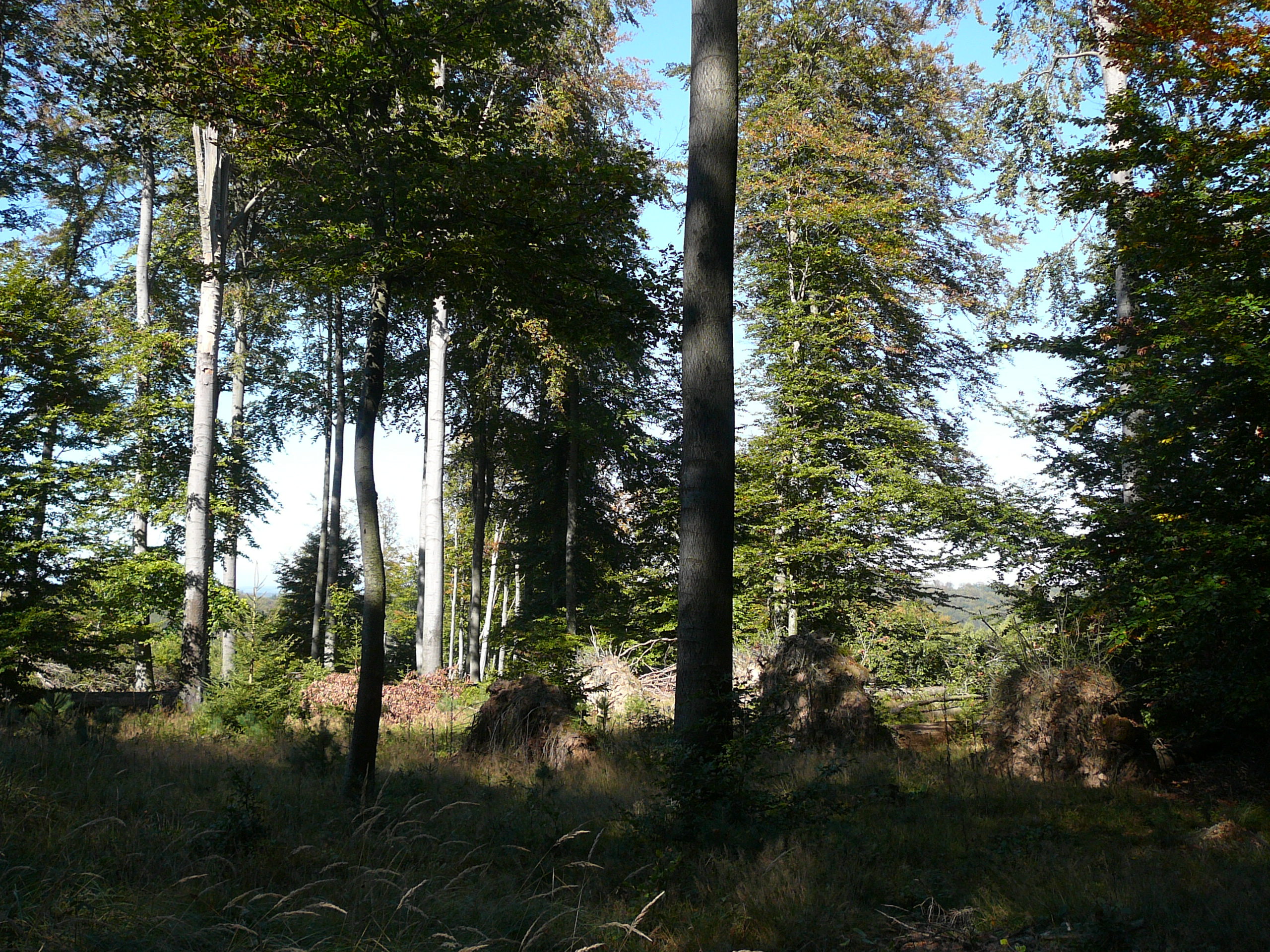
Naturnaher Hainsimsen-Buchenwald am Forstmeisterweg

Auf einer größeren Rundwanderung von etwa 19 km Länge durchquert man ebenfalls Teile der Kernzone Quellgebiet der Wieslauter mit ihren charakteristischen Wald- und Felsbildern. Vom Luitpoldstein nutzt man zunächst den „Forstmeisterweg“ (PWV-Markierung blau-weißer Balken), um über den Schmalen Hals und das Wartenbachtal nach etwa 7 km die Burg Gräfenstein zu erreichen. Anschließend führt die Rundwanderung entweder auf einem mit grünem Kreuz markierten Wanderpfad oder dem Pfälzer Waldpfad zum Winschertberg und Mühlenberg, wobei der Pfälzer Waldpfad noch den Aussichtsfelsen auf dem Winschertkopf berührt. Man bleibt auf diesem Wanderweg, der sich nun am Westhang des Hortenkopfes entlangschlängelt und kommt wieder zum Holländerklotz; von dort erwandert man wie schon beschrieben den Weißenberg und erreicht schließlich wieder den Luitpoldstein.
Eine andere Tageswanderung mit einer Länge von etwa 17 km und einer Gesamtsteigung von etwa 530 Höhenmetern verläuft vom Hermersbergerhof oder Luitpoldstein mit der Markierung blaues Kreuz zunächst zum Gipfel des Weißenberges und anschließend hinunter zum Holländerklotz. Von dort leitet die Markierung blau-roter Strich in den zu Wilgartswiesen gehörenden einsam gelegenen Weiler Hofstätten, wo ein Wanderweg mit der PWV-Markierung „blau-gelber Strich“ abzweigt und nach Durchquerung des Eiderbachtales zur Ausflugsgaststätte „Annweiler Forsthaus“ führt; ab hier ist ein Abstecher zum Kirschfelsen mit Panoramablick unter anderem auf Trifels und Rehberg möglich. Man folgt nun der blaugelben Markierung hinab ins Kaltenbachtal und wechselt dort auf den Wanderweg mit der Markierung „blau-weißer Strich“, der in stetigem Anstieg zurück zum Hermersbergerhof oder Luitpoldstein führt.

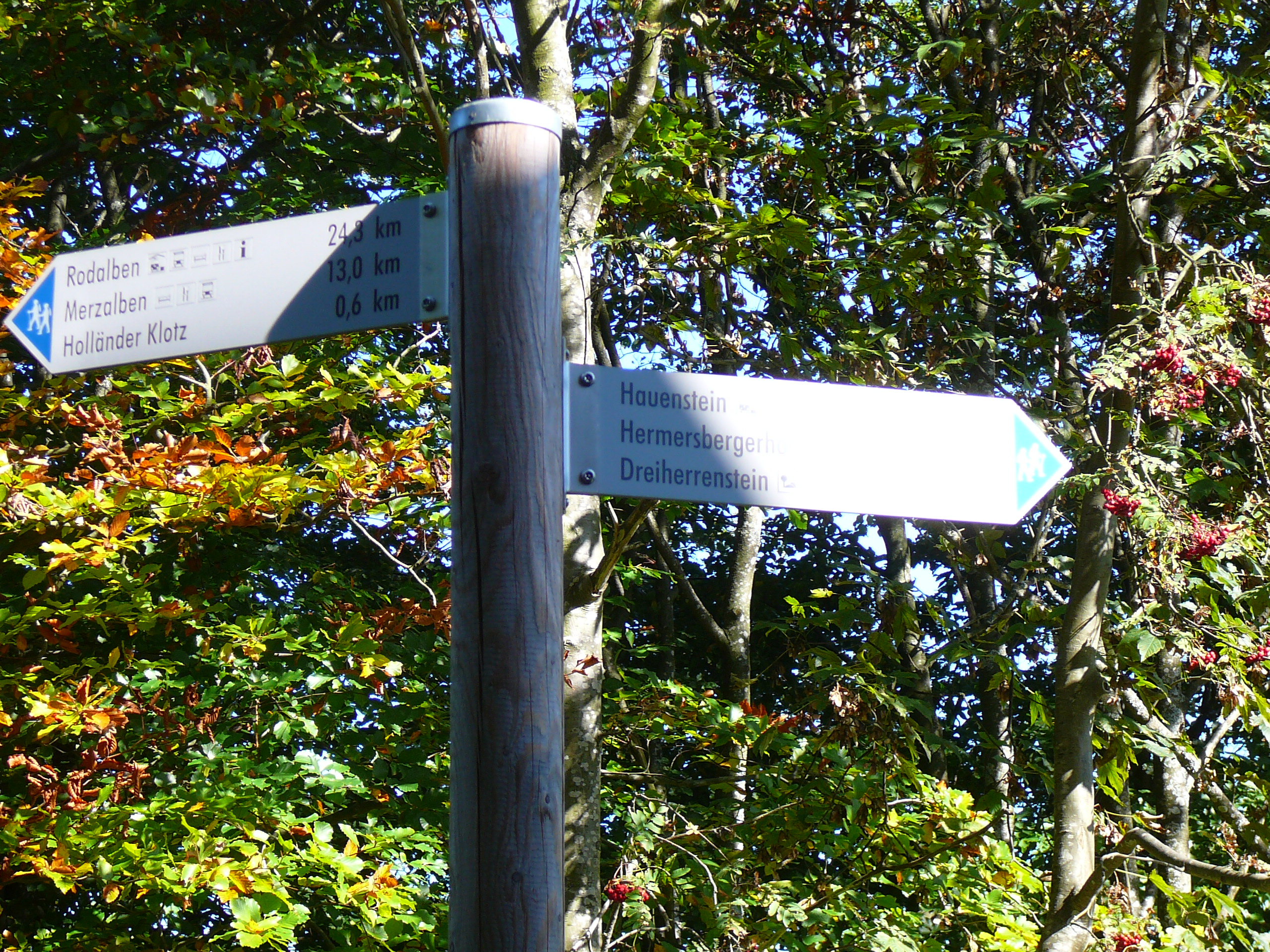
Wegweiser am Pfälzer Waldpfad, Nähe Weißenberg

Das Weißenberggebiet wird auch von mehreren Fernwanderwegen durchquert. So führt zum Beispiel der schon mehrfach genannte Pfälzer Waldpfad auf seiner sechsten Etappe (Merzalben–Hauenstein) unter anderem zum Gipfel des Weißenberges (siehe oben).
Auch der vom Pfälzerwald-Verein mit der Markierung „blaues Kreuz“ gekennzeichnete Hauptwanderweg überquert den Weißenberg. Er verläuft – von Kaiserslautern kommend – durch die ausgedehnten Wälder des nordwestlichen Pfälzerwalds und erreicht bei Johanniskreuz die pfälzische Hauptwasserscheide. Von dort durchquert er die Frankenweide, ein Kerngebiet des Pfälzerwalds (siehe auch Abschnitt naturräumliche Zuordnung) und überschreitet dabei auch den Weißenberg. Er verlässt schließlich bei Wilgartswiesen den Mittleren Pfälzerwald und führt durch einen Teil des Wasgaus, bis schließlich am Sankt Germanshof in der Nähe der französischen Stadt Weißenburg (frz. Wissembourg) der Endpunkt des Weitwanderweges erreicht ist.